# Tam giác phát triển Việt Nam - Lào - Campuchia
Tam giác phát triển Việt Nam - Lào - Campuchia là một tam giác phát triển nằm ở khu vực ngã ba biên giới của ba nước Việt Nam, Lào và Campuchia. Phạm vi của Tam giác phát triển này bao trùm 13 tỉnh, đó là Ratanakiri, Stung Treng, Mondulkiri, Kratié ở miền Đông Campuchia, Attapu, Salavan, Xekong và Champasak ở miền Nam Lào, Kon Tum, Gia Lai, Đắk Lắk, Đắk Nông và Bình Phước ở Việt Nam. Sau khi Campuchia rút lui sau 25 năm tham gia (20/09/2024), Tam giác này chỉ còn 9 tỉnh của Việt Nam và Lào, trong số đó 
chỉ có Kon Tum của Việt Nam là giáp Lào.

## Lịch sử
Sáng kiến thành lập Tam giác phát triển là của Thủ tướng Chính phủ Hoàng gia Campuchia Hun Sen đưa ra tại Cuộc họp cấp cao ba Thủ tướng Việt Nam-Lào-Campuchia lần thứ nhất tại Viêng Chăn (1999).
Tại cuộc họp cấp cao lần thứ hai tại Thành phố Hồ Chí Minh (2002), ba Thủ tướng đã cam kết sẽ ưu tiên triển khai hợp tác trong khu vực Tam giác phát triển trên các lĩnh vực giao thông vận tải, thương mại, điện lực, du lịch, đào tạo nguồn nhân lực và y tế. Các nhóm chuyên gia ba nước bắt đầu tích cực xây dựng Quy hoạch tổng thể phát triển kinh tế xây dựng Tam giác phát triển.
Tại cuộc họp cấp cao lần thứ ba tại Siem Reap (2004), ba Thủ tướng đã khẳng định lại rằng Tam giác phát triển Việt Nam - Lào - Campuchia là khu vực hết sức quan trọng; ba nước cần phối hợp để phát triển, nhất là về cơ sở hạ tầng đường giao thông. Các bên đã thống nhất xúc tiến hàng loạt dự án hợp tác.
Nhân dịp Hội nghị Cấp cao ASEAN lần thứ mười tại Viêng Chăn (tháng 11/2004), ba Thủ tướng đã thông qua Quy hoạch tổng thể xây dựng Tam giác phát triển và ký Tuyên bố Viêng Chăn về xây dựng Tam giác phát triển. Khu vực ban đầu gồm 10 tỉnh của ba nước.
Năm 2009, chính phủ ba nước quyết định mở rộng phạm vi của tam giác phát triển - thêm ba tỉnh Krátie của Campuchia, Champasak của Lào và Bình Phước của Việt Nam.
Hai mươi nhăm năm sau khi nêu sáng kiến, tháng 9 năm 2024, ngài Hun Sen lúc này là Chủ tịch Đảng Nhân dân Campuchia, Chủ tịch Thượng viện Campuchia thông báo trên Facebook cá nhân của mình quyết định rút Campuchia khỏi Tam giác phát triển Việt Nam - Lào - Campuchia từ ngày 20 tháng 9 năm 2024 để ngăn các phe chính trị đối lập cực đoan lợi dụng làm cớ chống chính phủ. Quyết định này có sự đồng thuận của Thủ tướng Hun Manet và các nhà lãnh đạo cấp cao của chính phủ. Trước đó hơn một tháng, một số cuộc biểu tình đã xảy ra ở Campuchia phản đối việc Campuchia nhường đất cho Việt Nam và Lào thông qua chương trình Tam giác phát triển này và Chính phủ Campuchia cũng như Đảng Nhân dân Campuchia đã bác bỏ, cho đó là thuyết âm mưu do các phe đối lập tạo ra.

## Phát triển
Cũng nhân dịp Hội nghị cấp cao ASEAN lần thứ mười, ba Thủ tướng đã tham gia Hội nghị cấp cao giữa ba nước với Nhật Bản lần thứ nhất. Hội nghị cấp cao giữa ba nước với Nhật Bản lần thứ hai được tổ chức tại Kuala Lumpur tháng 12/2005. Tại cả hai cuộc hội nghị, Nhật Bản đã ủng hộ ba nước xây dựng Tam giác phát triển, và bước đầu hỗ trợ 2 tỷ Yên cho một số dự án nhỏ về dân sinh trong khu vực. Gần đây, ba nước đã trao cho Nhật Bản 12 dự án ưu tiên về giao thông, giáo dục, y tế trong khu vực Tam giác phát triển với tổng số vốn gần 300 triệu USD để Chính phủ Nhật Bản xem xét tài trợ.
Hội nghị cấp cao ba Thủ tướng lần thứ tư được tổ chức tại Đà Lạt (tháng 12/2006) đã cam kết tăng cường và nâng cao hiệu quả hợp tác trong Tam giác phát triển thông qua các biện pháp như thành lập một ủy ban điều phối chung, tạo môi trường kinh doanh thuận lợi cho các nhà đầu tư, tăng cường phối hợp trong huy động nguồn lực bên ngoài, nhất là từ Nhật Bản.

## Các vấn đề kỹ thuật
Các vấn đề kỹ thuật cần được giải quyết để thúc đẩy sự hợp tác trong Tam giác Phát triển được giao cho Ủy ban Điều phối Chung về Khu vực Tam giác Phát triển Việt Nam-Lào-Campuchia và cho các Nhóm công tác xây dựng Tam giác phát triển của các nước. Các Nhóm công tác đã xây dựng Quy hoạch tổng thể phát triển kinh tế xây dựng Tam giác phát triển để trình ba Chính phủ các nước.
Lần đầu tiên các chuyên gia ba nước cùng thảo luận để thúc đẩy sự phát triển của Tam giác này là tại Hội nghị lần thứ nhất Nhóm kỹ thuật được tổ chức tại Viêng Chăn vào tháng 5 năm 2008. Các chuyên gia đã thảo luận về chính sách ưu tiên đặc biệt cho Tam giác Phát triển trên từng nội dung cụ thể như thủ tục chuyển dịch cư trú qua biên giới; vận chuyển qua biên giới phương tiện vận tải, nguyên vật liệu; trao đổi hàng hóa; chính sách thuế, lao động tự do; kiểm tra ở cửa khẩu; chính sách đầu tư.

## Các dự án hợp tác

### Khu kinh tế cửa khẩu quốc tế Bờ Y
Ngày 8 tháng 2 năm 2007, Thủ tướng Chính phủ Việt Nam đã ban hành quyết định số 225/QĐ-TTg phê duyệt điều chỉnh quy hoạch chung xây dựng Khu kinh tế cửa khẩu quốc tế Bờ Y phát triển khu kinh tế cửa khẩu quốc tế Bờ Y thành một trung tâm thương mại, văn hóa và giáo dục trong Tam giác phát triển Việt Nam - Lào - Campuchia.
Ngoài ra, trong phạm vi của Tam giác phát triển Việt Nam - Lào - Campuchia còn có các khu kinh tế cửa khẩu khác của Việt Nam là: Khu kinh tế cửa khẩu đường 19 ở Gia Lai (đang xây dựng), Đắk Per ở Đăk Nông và Đắk Ruê ở Đăk Lăk (có kế hoạch xây dựng trong giai đoạn 2015-2020).